# Акрокоринф
Акрокоринф (др.-греч. Ακροκόρινθος — «верхний Коринф») — акрополь Коринфа, расположенный на монолитной скале, возвышающейся над руинами античного города (современный Коринф находится к северо-востоку от акрополя). В качестве военного укрепления крепость просуществовала с древних времён вплоть до начала XIX века; благоприятный рельеф местности создавал удобную позицию для обороны, тем более защищающиеся имели доступ к источнику воды. Крепость контролировала Коринфский перешеек, и была последним препятствием на пути в Пелопоннес с севера.

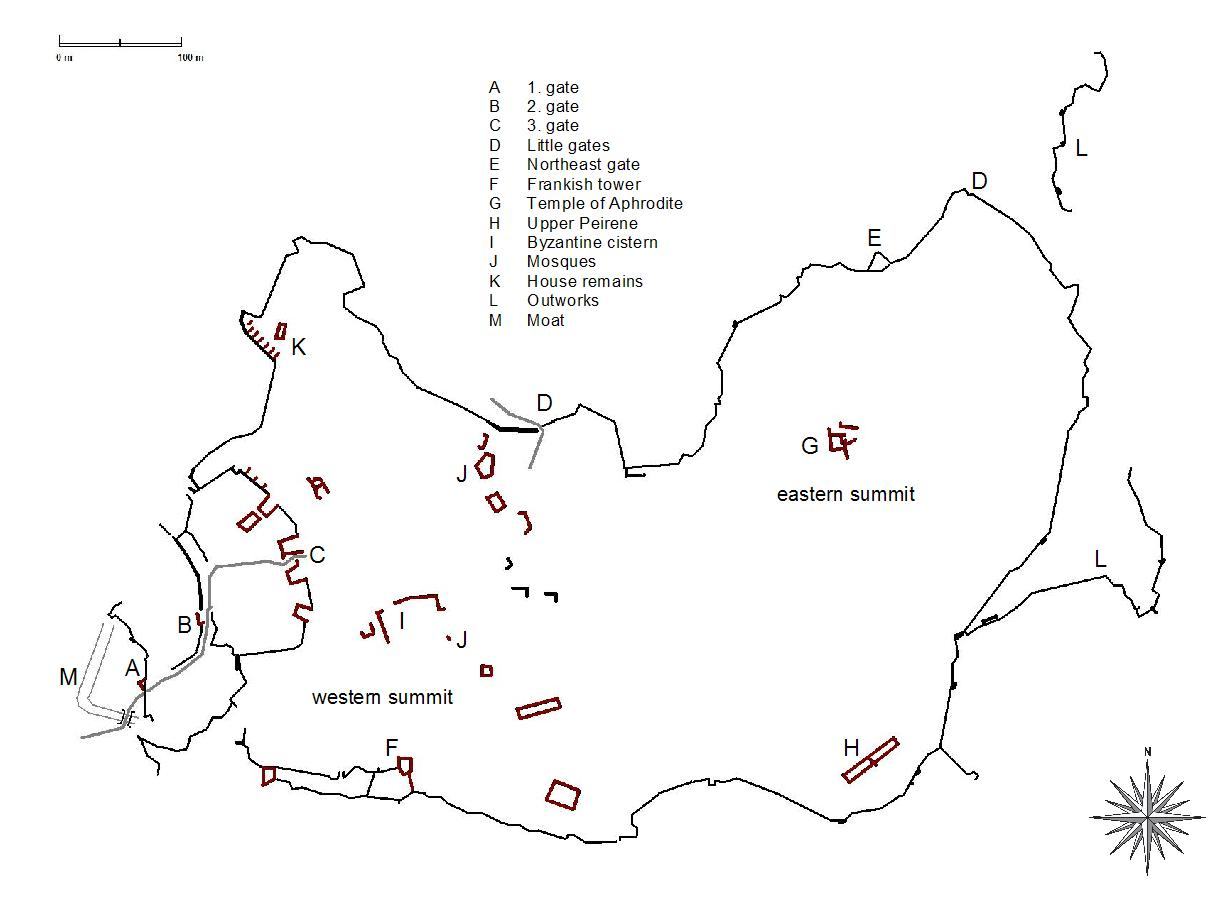
Карта уцелевших сооружений Акрокоринфа.

В византийское время крепость, будучи местопребыванием стратега фемы Эллада, была сильно укреплена. Позже Акрокоринф занимали гарнизоны участников Четвёртого крестового похода, венецианцев и турок. Холм окружали три ряда стен; на его высочайшей точке находился храм Афродиты, позже ставший христианской церковью, а затем — мечетью. В 1929 году американские учёные впервые начали на холме раскопки.
Древнегреческий географ II века н. э. Павсаний приводит коринфский миф, по которому город стал объектом спора между Посейдоном — морем, и Гелиосом — солнцем. Судьёй в этом деле стал Бриарей, один из Гекатонхейров, решивший, что Коринфский перешеек принадлежит Посейдону, а Акрокоринф — Гелиосу.
Источник Верхняя Пирена (Πειρήνη) находится в пределах окружающих Акрокоринф стен. 

Источник, который находится позади храма, как говорят, является даром Асопа и подарен он Сизифу; этот последний, зная, что Эгина, дочь Асопа, похищена Зевсом, соглашался сообщить об этом разыскивавшему её отцу не раньше, чем у него будет вода и в Акрокоринфе.— Павсаний. Описание Эллады II, 5, 1